# Burt (Vorname)
Burt ist ein männlicher Vorname.

## Ursprung
Burt ist eine amerikanische Kurzform des englischen Namens Burton. Dabei handelt es sich ursprünglich um einen alten englischen Familiennamen mit der Bedeutung „befestigte Stadt“.

## Namensträger
- Burt Bacharach (1928–2023), US-amerikanischer Komponist und Pianist
- Burt Balaban (1922–1965), US-amerikanischer Regisseur und Filmproduzent
- Burt Bales (1917–1989), US-amerikanischer Jazzpianist
- Burt Kennedy (1922–2001), US-amerikanischer Drehbuchautor und Regisseur
- Burt Kwouk (1930–2016), britischer Schauspieler chinesischer Abstammung
- Burt Lancaster (1913–1994), US-amerikanischer Schauspieler
- Burt Munro (1899–1978), neuseeländischer Motorradrennfahrer
- Burt Reynolds (1936–2018), US-amerikanischer Schauspieler
- Burt Rutan (* 1943), US-amerikanischer Luft- und Raumfahrtingenieur
- Burt L. Talcott (1920–2016), US-amerikanischer Politiker
- Burt Van Horn (1823–1896), US-amerikanischer Politiker
- Burt Ward (* 1945), US-amerikanischer Schauspieler und Synchronsprecher
- Burt Young (1940–2023), US-amerikanischer Schauspieler